# Вратник
Вратник или Железни врата, а до 29 юни 1942 г. Демир капия, е планински проход (седловина) между Елено-Твърдишка планина (част от Средна Стара планина) на запад и Котленска планина (част от Източна Стара планина) на изток, в Община Сливен, област Сливен.
Дължината на прохода е 22 км, надморска височина на седловината – 921 м.
Проходът свързва долината на Стара река (десен приток на Янтра) на север с долината на Бяла река (ляв приток на Тунджа) на юг. Започва южно от село Стара река на 500 м н.в., продължава на юг по долината на Стара река с множество завои и голям наклон и след 9 км се изкачва на седловината на 921 м н.в.
От там до прокарването на новото трасе на шосето за Сливен и построяването на язовир Асеновец пътят е завивал на изток по билото на Стара планина и след 2,3 км под връх Хайдуттепе (на 42°49′02″ с. ш. 26°12′46″ и. д. / 42.817222° с. ш. 26.212778° и. д.), на 1097 м н.в., преодолявал билото на планината и се насочвал на югоизток. След още 8,3 км завивал на юг и започвал спускане по южния склон на Сливенска планина по долината на Асеновска река (ляв приток на Тунджа), преминавал покрай язовир Асеновец и завършвал в местността Предела на 7 км северозападно от град Сливен. Сега този участък от 10,6-ия км до язовир Асеновец е изоставен и представлява горски път.
Новото трасе на шосето от село Бяла (на 500 м н.в.) през детско селище „Качулка“ (бивша мина „Качулка“) до седловината, по долината на Бяла река, на протежение от 12,9 км е прокарано през 1960-те години на 20 в., като значително скъсява пътя, който е с по-малка денивелация и много по-малко завои и серпентини.
През седловината преминава участък (от км 73,2 до км 100,1) от второкласния Републикански път II-53, село Поликраище – Сливен – Ямбол – град Средец. Проходът е лесно проходим и се поддържа целогодишно за движение на МПС.
Старото име на прохода Железни врата (на турски Демиркапия) идва от наличието на разрушена сега средновековна крепост построена за охрана и се е използвал още по времето на Първата Българска държава. Целият проход, в т.ч. и седловината е обрасла с хубави букови гори. На 1,5 км западно от седловината се намира местността Агликина поляна – прочутото хайдушко сборище. Тази местност спада към защитените местности в България и се ползва със статута на защитена територия. На Агликина поляна се провежда народен събор с надпявания известен като „Прослава на хайдутството“.

## Топографска карта
- Лист от карта K-35-41. Мащаб: 1 : 100 000.